# 大马银行大厦

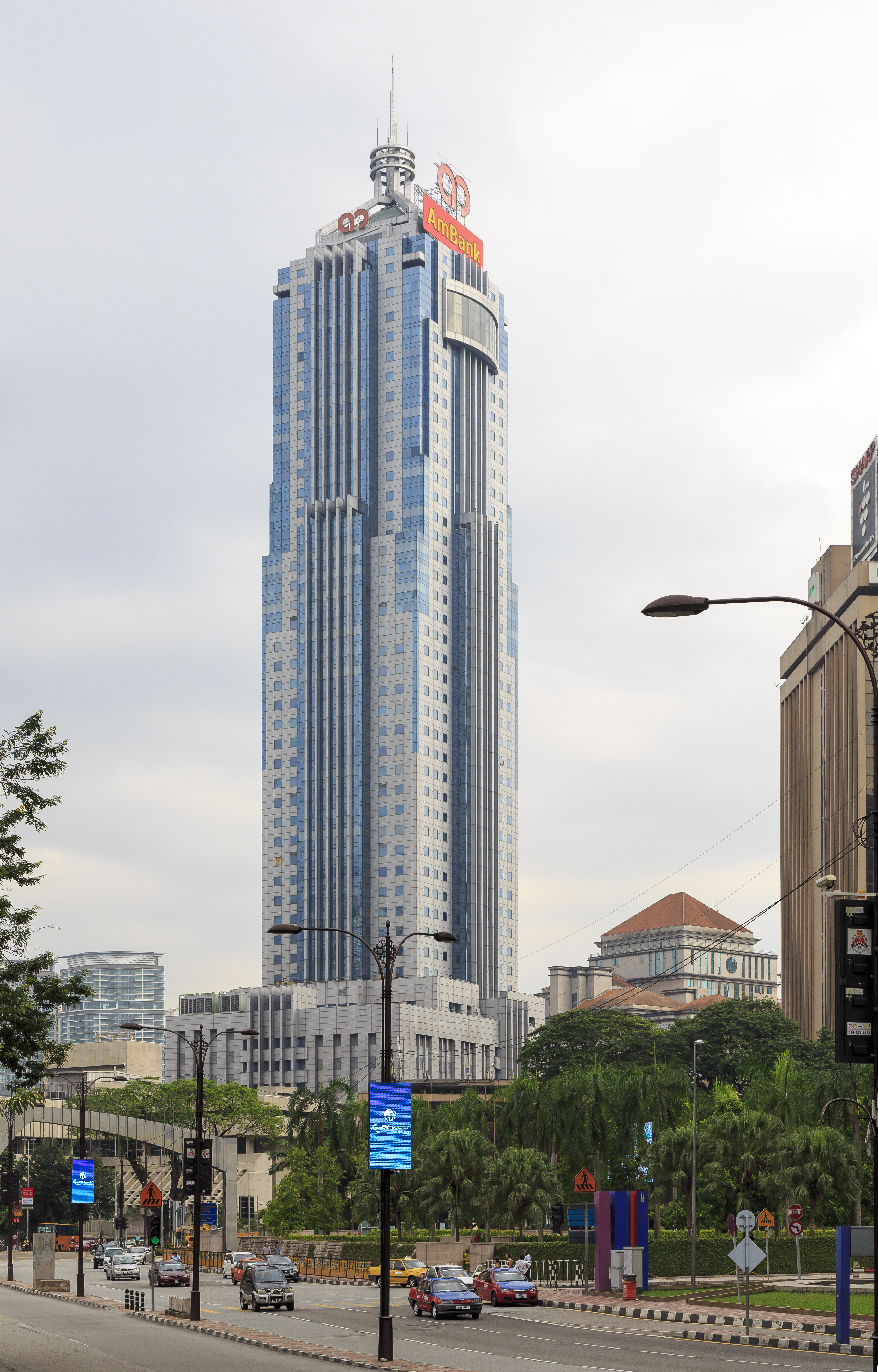
大马银行大厦

大马银行大厦（英語：AmBank Tower）是马来西亚排名第38名高的摩天大楼，位于叶观盛路（Jalan Yap Kwan Seng），距吉隆坡市中心仅0.05公里。该大厦于2003年由马来西亚首相马哈迪·莫哈末主持开幕。建筑顶部还有一根长17米（56英尺）的天线。大马银行大厦是大马银行总部的所在地。